# Công ty gia đình
Công ty gia đình chỉ loại hình công ty trong đó các thành viên trong gia đình, gia tộc nắm phần lớn vốn điều lệ, tài sản và quyền quản trị, điều hành công ty.
Có những công ty do một gia tộc nắm 100%. Một số công ty khác gia tộc đó nắm giữ cổ phần chi phối theo luật của nước sở tại.
Các công ty gia đình khá phổ biến ở châu Á. Các công ty, kể cả tập đoàn xuyên quốc gia lớn như Samsung đều là cha truyền con nối. Tính riêng tại Việt Nam, loại hình công ty gia đình đã chiếm hơn một nửa số doanh nghiệp hiện đang hoạt động tại quốc gia này. Trong đó, top 100 doanh nghiệp gia đình lớn nhất đóng góp đến 25% GDP cả nước, theo số liệu thống kê của Phòng Thương mại và Công nghệ Việt Nam. Có thể kể đến những cái tên như: Vingroup, VietJet, DOJI, Sun Group, Thành Thành Công, KIDO, Thiên Long...
Châu Âu và Mỹ có ít các công ty gia đình hơn.